# Ван Леувен, Ян (филолог)
Ян ван Леувен (нидерл. Jan van Leeuwen; 8 февраля 1850, Зегварт, ныне в составе Зутермера — 21 июля 1924, Мельхталь, кантон Обвальден, Швейцария) — нидерландский филолог-классик и переводчик.

## Биография
Сын сельского священника, тяготевшего к арминианству. Учился в своём родном селе, затем в 1866—1869 гг. в амстердамском Атенеуме, затем в Лейденском университете, в том числе у Карела Габриеля Кобета. В 1876 г. защитил диссертацию об Аристофане.
Преподавал древнегреческий язык в амстердамских гимназиях. Вместе с М. Б. Мендесом да Костой опубликовал несколько популярных учебных пособий, — прежде всего, «Аттическая морфология» (нидерл. Attische Vormleer; 1880, 11-е издание 1932) и «Стилистика гомеровского стиха» (нидерл. Het taaleigen der Homerische gedichten; 1883, 9-е издание 1929).
В 1884 г. вернулся в Лейденский университет как профессор древнегреческого языка, литературы и истории древнегреческого искусства. Занимал профессорскую должность в течение 30 лет, в 1904—1905 гг. был ректором университета.
В 1880 г. выиграл в Утрехте научный конкурс с работой о трагедии Софокла «Аякс», годом позже работа была издана (лат. De Aiacis Sophocles authentia et integritate); в дальнейшем в переводе ван Леувена на нидерландский язык вышли «Филоктет» и «Антигона». В 1893—1906 гг. опубликовал со своим предисловием и комментариями все 11 сохранившихся комедий Аристофана, а также книгу о нём (лат. Prolegomena ad Aristophanem; 1908).
Действительный член Королевской академии наук и искусств Нидерландов (1890).